# Goyu-shuku

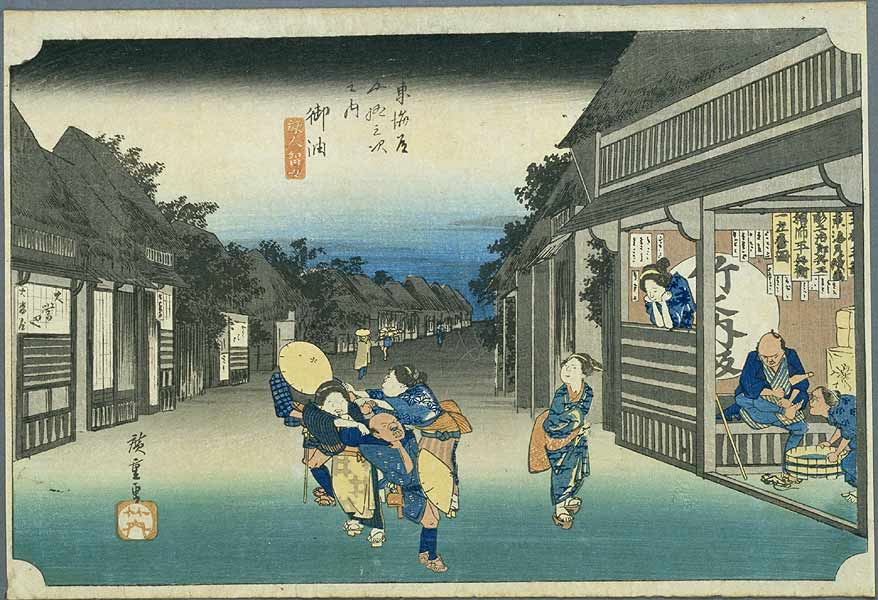
Stacja w latach 30. XIX wieku, Hiroshige Andō

Goyu-shuku (jap. 御油宿 Goyu-shuku) – trzydziesta piąta z 53 stacji szlaku Tōkaidō, położona obecnie w mieście Toyokawa, w prefekturze Aichi w Japonii.